# Балджа
 Тази статия е за солунското село.  За ениджевардарското вижте Балъджа.  
Балджа (на гръцки: Μελισσοχώρι, Мелисохори, катаревуса Μελισσοχώριον, Мелисохорион, до 1926 година Μπάλτζα, Балдза) е село в Гърция, в дем Даутбал, област Централна Македония.

## География
Селото е разположено в северозападната част на Лъгадинското поле, на 9 километра северозападно от Лъгадина (Лангадас) и на 16 северно от Солун, в източното подножие на планината Балджа. Югоизточно от селото е разположен манастирът „Христос Вседържител“.

## История

### В Османската империя
Църквата „Свети Георги“ е от 1774 година. Жителят на Балджа Нестор Стерю участва в Гръцката война за независимост. В XIX век Балджа е българско село в процес на окончателно елинизиране.
| „ | Селата Балджа, Дреми Глав и Гивезна (Гвоздово) са български, окончателно погръчени. В Балджа има още старци, които знаят български, но новото поколение не знае. И тук както и в Халкидика се пеят още български песни... В Балджа и в Гювезна е имало преселени по няколко гръцки къщи още през XVIII в., които помогнали за погръчаньето им. | “ |

Александър Синве („Les Grecs de l’Empire Ottoman. Etude Statistique et Ethnographique“) в 1878 година пише, че в Балдзия (Baltzia) живеят 2700 гърци. В „Етнография на вилаетите Адрианопол, Монастир и Салоника“, издадена в Константинопол в 1878 година и отразяваща статистиката на населението от 1873 година, Балджа (Baldja) е посочено като село с 400 домакинства и 1735 жители гърци.
В 1900 година според Васил Кънчов („Македония. Етнография и статистика“) в Балджа живеят 1700 гърци.
Селото е убежище на четите на гръцката въоръжена пропаганда в Солунско и Кукушко. Видни гръцки дейци от Балджа са Хараламбос Стакопулос и Атанасиос Ставрудис. На 1 декември според доклад на българския търговски агент в Солун Атанас Шопов гръцката чета от Балджа убива двама българи от кукушките села, които ходили на пазар в Балджа.
По данни на секретаря на Българската екзархия Димитър Мишев („La Macédoine et sa Population Chrétienne“) в 1905 година в Балджа (Baldja) има 1810 жители гърци и в селото функционира гръцко училище.
Според доклад на Димитриос Сарос от 1906 година Балджа (Μπάλτζα) е гъркогласно село в Солунската митрополия с 2400 жители с гръцко съзнание. В селото работят 6-класно гръцко училище и детска градина с 225 ученици (143 мъже и 42 жени) и 4 учители. В селото има и образователно дружество.

### В Гърция
В 1912 година по време на Балканската война в селото влизат български части. Кукушкият окръжен управител Владимир Караманов го определя като гъркоманско. Селото е посещавано от гръцки андарти и агитатори, които карат селяните да не се подчиняват на българската власт.
При избухването на Междусъюзническата война в 1913 година селото е овладяно от гръцки части и става главна квартира на армията преди Битката при Кукуш. След войната Балджа остава в Гърция. Боривое Милоевич пише в 1921 година („Южна Македония“), че Балджа (Балџа) има 500 къщи погърчени славяни.
През 1926 година името на селото е сменено на Мелисохорион.
| Име               | Име               | Ново име | Ново име | Описание                                                        |
| ----------------- | ----------------- | -------- | -------- | --------------------------------------------------------------- |
| Чикут             | Τσικούτι          | Амбелия  | Άμπέλια  |                                                                 |
| Криасти           | Κριάστι           | Плая     | Πλαγιά   | местност на ЮИ от Балджа и на СЗ от Айватово                    |
| Унизма или Унисма | Ουνισμα           | Ктимата  | Κτήματα  | местност на И от Балджа, на С от Айватово и на ЮИ от Дремиглава |
| Цаирудия          | Τσαϊρούδια        | Ливадия  | Λιβάδια  | местност на СИ от Балджа и на ЮЗ от Дремиглава                  |
| Кайнарска река    | Καϊνάρικος Λάκκος | Рема     | Ρέμα     | река на З от Балджа                                             |

## Личности
Родени в Балджа
- Апостол Георгиев, български опълченец, изпратен в лагера на Опълчението от Българското благотворително дружество „Дружба“ в Браила, зачислен в I опълченска дружина на 8 май 1877 година,[15] умрял преди 1918 г.[16]
- Астериос Дарас (Αστέριος Ντάρας), гръцки андартски деец, агент от трети ред[17]
- Астериос Камариотис (Αστέριος Καμαριώτης), гръцки андартски деец, четник при Апостолис Матопулос, а след това при Лазар Доямов[17]
- Атанасиос Ставрудис (Αθανάσιος Σταυρούδης, 1873 – ?), гръцки андартски деец, агент от втори ред, планира убийството на Андреас Копасис на 9 март 1912 година, управител на остров Самос[18]
- Василиос Ляпис (Βασίλειος Λιάπης), гръцки андартски деец, агент от трети ред[17]
- Георгиос Будурас (Γεώργιος Μπούντουρας), гръцки андартски деец, агент от трети ред[17]
- Георгиос Гагацис или Гафкацис (Γεώργιος Γαγάτσης ή Γκαφκάτσης), гръцки андартски деец, агент от трети ред[17]
- Георгиос Куцурис (Γεώργιος Κουτσούρης), гръцки андартски деец, агент от трети ред, шпионира турските власти, по-късно осъден на 6 месеца[17]
- Георгиос Стакопулос (Γεώργιος Στακόπουλος), гръцки андартски деец, агент от трети ред[18]
- Илияс Пападимитру или поп Атанасиос (Ηλίας Παπαδημητρίου η Παπα Αθανάσιος), гръцки андартски деец, агент от трети ред[17]
- Маркос Цамис или Камарис (Μάρκος Τσάμης ή Καμάρης), гръцки андартски деец, агент от трети ред, куриер[18]
- Хараламбос Стакопулос, гръцки андартски деец

Починали в Балджа
- Гоце Тенчов (1850 - 1883), български общественик